# 見つめてCARRY ON
「見つめてCARRY ON」（みつめてキャリーオン）は、1986年9月21日にリリースされた原田真二の21作目のシングル。

## 解説
- アルバム『DOING WONDERS』（1986年10月21日発売）の先行シングル。
- 本作のプロモーションにおいて3年ぶりに『夜のヒットスタジオ』に出演。
- ミュージック・ビデオは長野県の飯綱高原、ホテルアルカディア[1]等で、バンドメンバー（藤井章司・太田美知彦・鈴木祥子・WORNELL JONES）と共に撮影された。このホテルの音楽堂では、過去にアルバム『ENTRANCヨ』のレコーディングも行われた。

## 収録曲
両曲　作詞・作曲・編曲：原田真二

### SIDE A
1. 見つめてCARRY ON（4分33秒）
2. SLENDER GIRL（4分28秒）

## ミュージシャン
- 演奏：原田真二
- シンセサイザー&コンピュータ・プログラミング：深沢順
- ベース：有賀啓雄

## 関連収録作品

### 自作品
- 2003年 GOLDEN☆BEST 原田真二 Legendary Hits 80's

### 他アーティストによるカバー
- 1993年 郷ひろみ（アルバム『LUNA LLENA』）